# Uxío Abuín Ares
Pour les articles homonymes, voir Ares (homonymie).
Uxío Abuín Ares né le 14 mai 1991 à Lestrobe en Espagne est un triathlète professionnel espagnol, champion d'Espagne 2014.

## Palmarès
Le tableau présente les résultats les plus significatifs (podium) obtenus sur le circuit national et international de triathlon et de duathlon depuis 2014,.
| Année | Compétition                                  | Pays         | Position      | Temps           |
| ----- | -------------------------------------------- | ------------ | ------------- | --------------- |
| 2017  | Coupe du monde - l'étape de Weihai           | Chine        | Médaille d'or | 1 h 56 min 15 s |
| 2017  | Coupe d'Europe - l'étape sprint d'Altafulla  | Espagne      | Médaille d'or | 0 h 57 min 43 s |
| 2016  | Coupe du monde - l'étape de Miyazaki         | Japon        | Médaille d'or | 1 h 52 min 29 s |
| 2016  | Coupe du monde - l'étape sprint de Tongyeong | Corée du Sud | Médaille d'or | 0 h 53 min 39 s |
| 2016  | Coupe d'Afrique - l'étape sprint de Dakhla   | Maroc        | Médaille d'or | 0 h 59 min 31 s |
| 2016  | Coupe d'Afrique - l'étape d'Agadir           | Maroc        | Médaille d'or | 1 h 52 min 57 s |
| 2016  | Championnats d'Espagne de duathlon sprint    | Espagne      | Médaille d'or | 0 h 59 min 55 s |
| 2015  | Coupe d'Europe - l'étape de Constanta-Mamaia | Roumanie     | Médaille d'or | 1 h 54 min 58 s |
| 2015  | Coupe d'Europe - l'étape de Madrid           | Espagne      | Médaille d'or | 1 h 55 min 40 s |
| 2014  | Championnat d'Espagne                        | Espagne      | Médaille d'or | 1 h 52 min 54 s |